# 134003 Ingridgalinsky
134003 Ingridgalinsky è un asteroide della fascia principale. Scoperto nel 2004, presenta un'orbita caratterizzata da un semiasse maggiore pari a 3,1154065 UA e da un'eccentricità di 0,1949282, inclinata di 10,41959° rispetto all'eclittica.